# Tuzlu, Varto
Tuzlu là một xã thuộc huyện Varto, tỉnh Muş, Thổ Nhĩ Kỳ. Dân số thời điểm năm 2011 là 103 người.